# گورسکی ایزوور (استان خاسکوو)
گورسکی ایزوور (به بلغاری: Gorski Izvor) یک منطقهٔ مسکونی در بلغارستان است که در شهرستان دیمیترووگراد واقع شده‌است.